# Rodolfo Majocchi
Mons. Rodolfo Majocchi (Pavia, 1862 – Pavia, 1924) è stato un presbitero e storico italiano.

## Biografia

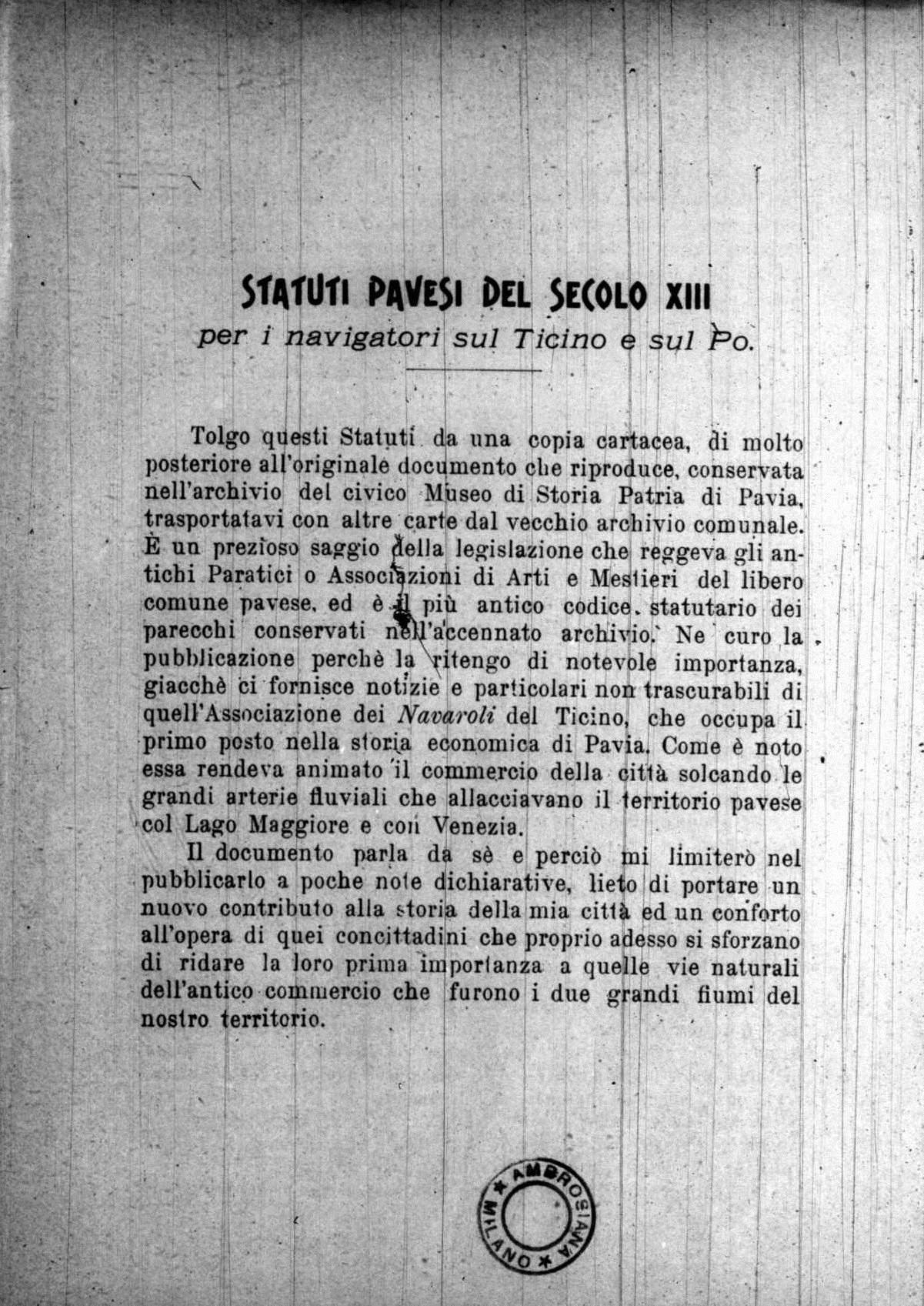
Statuti pavesi del secolo XIII (Statuta ministerium aque Papiae tam desuper pontes quam desuptus), 1906

Compiuti gli studi a Roma, si leaurea in Teologia e viene ordinato sacerdote nel 1885. Di ritorno nella natale Pavia si dedica all'insegnamento in Seminario dove sviluppa un forte interesse storico.
Grazie alla sua attività di studioso viene chiamato a ricoprire diverse cariche: nel 1894 è nominato conservatore del Civico Museo  di  Storia Patria di Pavia; dal 1901 al 1906 è segretario della Società Pavese di Storia Patria; dal 1905 è rettore dell'Almo Collegio Borromeo e dal 1909 ricopre la carica di presidente della Società per la  Conservazione dei  Monumenti dell’Arte Cristiana.
Il suo prestigio viene confermato da riconoscimenti ecclesiastici diocesani (canonico onorario) e pontifici (cameriere segreto e  prelato domestico). Fu inoltre Membro della Società Storica Subalpina e dell’Accademia di Belle Arti di Milano.
Vastissima la produzione di testi storici relativi alla città di Pavia con riguardo, fra le altre materie, alla Basilica di San Pietro in Ciel d'Oro.

## Opere

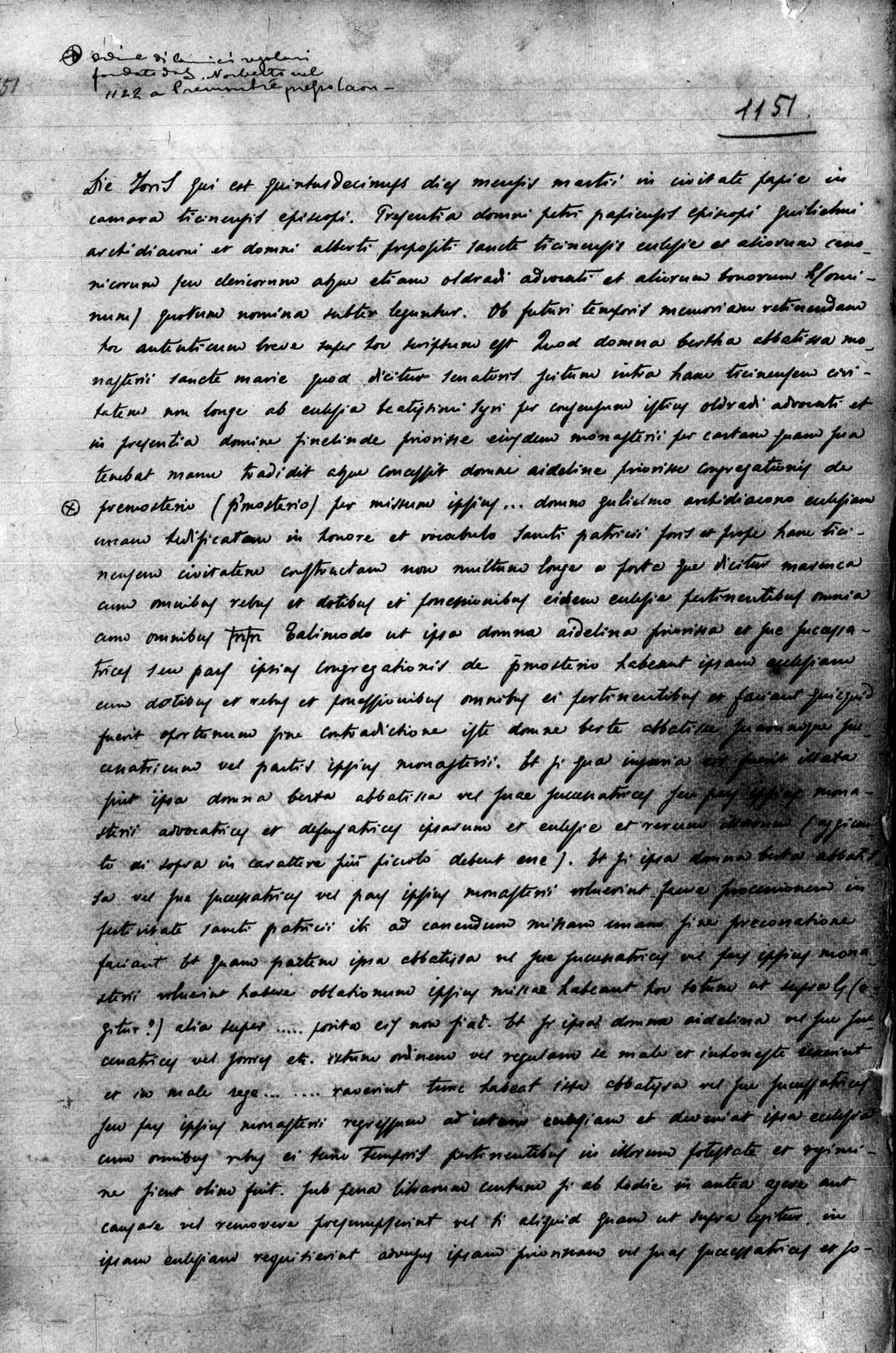
Regesto e trascrizione di documenti universitari pavesi del sec. XV, manoscritto novecentesco.

- Le crocette auree langobardiche del Civico Muso di Storia Patria di Pavia, in Bollettino storico pavese vol. 2 (1894) p. 139-167, Pavia, 1894.
- Intorno al sepolcro del B. Bernardino da Feltre, in Bollettino storico pavese vol. 2 (1894) p. 117-130, Pavia, 1894.
- Le ossa di re Liutprando scoperte in S. Pietro in Ciel d'Oro in Pavia, in Archivio storico lombardo vol. 23, 2 (1896) p. 5-80, Pavia, 1896.

### Manoscritti
- Regesto e trascrizione di documenti universitari pavesi del sec. XV, XX secolo, Pavia, Biblioteca civica Carlo Bonetta, Manoscritti, ms. II.39.